# Nomia amabilis
Nomia amabilis är en biart som beskrevs av Cockerell 1908. Nomia amabilis ingår i släktet Nomia och familjen vägbin. Inga underarter finns listade i Catalogue of Life.